# Дніпро (жіночий футбольний клуб, Дніпро)
«Дніпро»  — український жіночий футбольний клуб з Дніпропетровська.

## Історія
Команду створили 1972 року в Дніпропетровську. Перший склад команди «Дніпро»: Тетяна Мухоротова, Валентина Статика, Надія Кривенко, Любов Стрижак, Євгенія Ганжа, Надія Бойко, Божена Петрашек, Любов Закірко, Тамара Семерунь (капітан), Наталія Магазинна, Любов Васильченко. Перший офіційний турнір – Кубок Валентини Терешкової, на якому дебютував дніпропетровський «Дніпро» під керівництвом Леоніда Гузика.

## Статистика виступів у чемпіонатах СРСР та України
| Сезон   | Турнір                   | Дивізіон | Місце   | Іг  | В  | Н  | П  | РМ     | О  | Кубок країни              | Примітки |
| ------- | ------------------------ | -------- | ------- | --- | -- | -- | -- | ------ | -- | ------------------------- | -------- |
| 1989    | ВДФСТП, зона 2           | вищий    | 6 з 10  | 18  | 7  | 4  | 7  | 18–17  | 18 | не проводився             | [ 4 ]    |
| 1989    | ВДФСТП, фінал            | вищий    | 1 з 6   | 6   | 5  | 1  | 0  | 11–1   | 11 | не проводився             | [ 4 ]    |
| 1989    | Чемпіонат ВДФСТП         | вищий    | 25 з 30 | 24  | 12 | 5  | 7  | 29–18  | 29 | не проводився             | [ 4 ]    |
| 1990    | СРСР, зона 1             | перший   | 1 з 12  | 22  | 15 | 3  | 4  | 30–11  | 33 | -                         | [ 5 ]    |
| 1990    | СРСР, матч за 1-ше місце | перший   | 1 з 2   | 1   | 1  | 0  | 0  | 1–0    | 2  | -                         | [ 5 ]    |
| 1990    | 1-й чемпіонат СРСР       | перший   | 1 з 24  | 23  | 16 | 3  | 4  | 31–11  | 34 | -                         | [ 5 ]    |
| 1991    | СРСР, зона 2             | вища     | 4 з 12  | 22  | 12 | 4  | 6  | 34–19  | 28 | ¼ фіналу                  | [ 6 ]    |
| 1992    | Україна                  | вищий    | 8 з 10  | 18  | 5  | 2  | 11 | 16—31  | 12 | ¼ фіналу                  | [ 7 ]    |
| 1993    | Україна                  | вищий    | 13 з 13 | 24  | 2  | 4  | 18 | 13—19  | 8  | 2-й кваліфікаційний раунд | [ 8 ]    |
| Загалом | 5 сезонів                | —        | —       | 111 | 47 | 18 | 46 | 133—98 | —  | —                         | —        |

## Головні тренери
- 1972 — Леонід Гузик
- 1989
- 1990 — 1991 — Микола Самойленко
- 1992 — 1993